# Federal Railroad Administration
Die Federal Railroad Administration (wörtlich Bundes-Eisenbahn-Behörde), kurz FRA, ist eine Bundesbehörde der Vereinigten Staaten im Bereich des Eisenbahnwesens. Sie untersteht dem Verkehrsministerium der Vereinigten Staaten (DOT) als eine jener zehn Teilbehörden im Bereich Verkehr und intermodalem Transport.
Der FRA obliegen Aufgaben der Regulierung und dem Erlass von Sicherheitsbestimmungen für Schienenwege und Eisenbahnunternehmen (ähnlich dem Eisenbahn-Bundesamt in Deutschland). Sie beauftragt auch Forschung und gegebenenfalls die Subventionierung von Modernisierungsaufgaben im Schienenwesen der USA. Die FRA beschäftigt 850 Mitarbeiter bei einem Etat von 1,561 Milliarden US-Dollar (Stand 2008).
Die FRA wurden 1966 auf der Grundlage des Department of Transportation Act zusammen mit dem Verkehrsministerium gegründet. Sie folgte damit dem Urban Mass Transportation Act von 1964, der zur Gründung der UMTA-Behörde zur Unterstützung des öffentlichen Personennahverkehrs führte. Die UMTA / Urban Mass Transportation Administration wurden 1991 in die FTA / Federal Transit Administration umbenannt und untersteht parallel zur FRA dem Verkehrsministerium.
Ein Vorläufer der Behörde im Bereich des Eisenbahnwesens war die United States Railroad Administration (1917–1920). Im Gegensatz zu dieser greift die FRA nicht direkt in die Arbeit der Eisenbahnverkehrsunternehmen ein. Allein die zentrale Unterstützung und Sanierung des Verkehrs im Nordostkorridor gehört noch zu den direkten Teilaufgaben, soweit diese nicht schon betrieblich von der halbstaatlichen Amtrak abgedeckt werden.

## Organisation
Die Behörde hat sieben Abteilungen:  Financial Management and Administration, Chief Counsel, Civil Rights, Public Affairs, Public Engagement, Railroad Policy and Development und Safety.

## Leiter der Behörde
- A. Scheffer Lang (1967–1969)
- Reginald N. Whitman (1969–1970)
- John W. Ingram (1971–1974)
- Asaph H. Hall (1974–1977)
- John M. Sullivan (1977–1981)
- Robert W. Blanchette (1981–1983)
- John H. Riley (1983–1989)
- Gilbert Carmichael (7. September 1989–1993)
- Jolene M. Molitoris (April 1993–31. Dezember 2000)
- Jack Wells (kommissarisch 1. Januar – Juli 2001)
- Allan Rutter (Juli 2001–Juni 2004)
- Betty Monro (kommissarisch 2004–2005)
- Joseph H. Boardman (2005–2008)
- Joseph C. Szabo (2009–2014)
- Sarah E. Feinberg (28. Oktober 2015 – 20. Januar 2017)
- Patrick T. Warren (kommissarisch Januar–Juni 2017)
- Heath Hall (kommissarisch Juni 2017–10. Februar 2018)
- Juan Reyes (kommissarisch 10. Februar 2018 – 28. Februar 2018)[1]
- Ronald L. Batory (28. Februar 2018 – 20. Januar 2021)
- Amit Bose (kommissarisch 21. Januar 2021–12. Januar 2022; nach Senatsbestätigung vom 13. Januar 2022 bis 20. Januar 2025)
- Michael Lestingi (kommissarisch seit 21. Januar 2025)[2]
- David Armstrong Fink (designiert)